# Georges de Castillon de Saint-Victor
Joseph Félix Georges, « comte » de Castillon de Saint-Victor, né le 17 septembre 1870 à Saint-Bomer en Eure-et-Loir, mort à Laval en Mayenne le 20 septembre 1962, est un aéronaute, homme politique et jésuite français.

## Biographie
Georges de Castillon de Saint-Victor est né le 17 septembre 1870 au château de la Grève à Saint-Bomer en Eure-et-Loir. Fils de Marie-Joseph, comte de Castillon de Saint-Victor et de Marie, princesse Cantacuzène sœur de l'homme politique roumain Georges Grégoire Cantacuzène, il fait ses études au collège des Jésuites du Mans, puis à la faculté de Paris.
Licencié en droit en 1891, il suit les cours de l'École des Sciences Politiques puis entre au ministère des Affaires étrangères en 1893.  Orateur habile, une brillante carrière de diplomate s'ouvre devant lui, quand ses opinions royalistes l'obligent à démissionner en 1895.

### L'aéronaute
Le comte de Castillon pratique de nombreux sports dont le cyclisme et l'automobile, mais s'intéresse plus particulièrement aux expériences aérostatiques.  En juin 1898, il accomplit son baptême de l'air avec Henry de La Vaulx, sous la conduite de Maurice Mallet, dans une ascension de Paris à Dreux en 22 heures, à bord du ballon Le Volga.  La même année, il fait Paris-Luxembourg en 7 heures. En décembre, il met 18 heures pour relier Paris à Millau (Aveyron).
Le 12 juin 1899, son ballon ayant été contrarié par le vent océanique, il se classe second dans le premier concours de la course des aéronautes en se posant à l'Île d'Elle. Il ne va pas tarder à prendre sa revanche : le 30 septembre de la même année, il bat (avec Mallet) le record du monde de distance en ligne droite (1 330 km en 23 h 15), jusqu'alors détenu par Maurice Farman et Gustave Hermite, à bord du « Centaure » en se posant à Vesterwick (Suède),,.
Avec de La Vaulx encore, les 21 et 22 octobre 1899, il remporte le record de durée (35 heures avec escale et 29 heures 5 minutes sans escale) sur « l'Aéro-club » en faisant un trajet mouvementé entre l'usine à gaz du Landy à Saint-Denis et Commercy  dans la Meuse. Le 28 octobre suivant, il atterrit à Münden au Hanovre après 15 heures d'un voyage rendu tumultueux par une tempête qui sévissait dans les montagnes voisines de Coblence.
En octobre 1900, toujours avec son ami de La Vaulx, il rallie la Russie à bord du Centaure. Leur ballon se pose à Korostychev près de Kiev, le 10 octobre, après 35 heures de vol et 1 925 km parcourus depuis leur départ de Paris, c'est un nouveau record de distance,.  Le 30 septembre 1906,  il participe à la première coupe aéronautique « Gordon Bennett ».  Il doit poser son appareil à Blonville-sur-Mer dans le Calvados, le vent étant trop incertain.
Il sera secrétaire général de la Fédération aéronautique internationale de 1909 à 1912.  Le comte de Castillon recevra la Grande Médaille d'Or de l'Aéro-Club de France en 1913.

### Le politique
Mais ses activités sportives ne lui font pas oublier ses engagements politiques.  Bien que ne manquant jamais de railler ce qu'il appelle la foire électorale, il est plusieurs fois candidat aux élections législatives (en 1902 et 1906) à Belleville. En ce début du XXe siècle les monarchistes sont en perte de vitesse et il ne sera pas élu député.  Président des Comités royalistes de la Seine de 1909 à 1913,  il refuse de s'allier à l'Action française alors dirigée par Charles Maurras. Il prône alors un anti-parlementarisme modéré, loin des excès des anti-dreyfusards.  En 1910 il soutient l'interdit du duc Philippe d'Orléans contre les Camelots du Roi dont il désapprouve la violence.
À la stupéfaction de son entourage et de ses amis, il quitte brusquement la scène sportive et politique à 43 ans pour entamer une longue et fructueuse carrière religieuse « Pour la plus grande gloire de Dieu ! ». Ainsi, en décembre 1913, il se retire au Royaume-Uni chez les Jésuites de Canterbury. Avec d'autres religieux, il reviendra en France à l'occasion du déclenchement de la guerre de 1914 pour prendre sa place dans l'Armée.
Il meurt à la maison des  Jésuites de Saint-Michel de Laval (Mayenne) le 20 septembre 1962.